# Palazzo Foscari Contarini
Palazzo Foscari Contarini è un palazzo di Venezia, ubicato nel sestiere di Santa Croce, affacciato sul Canal Grande, a sinistra di Palazzo Adoldo, di fronte alla chiesa di Santa Maria di Nazareth e ai piedi del ponte degli Scalzi.

## Storia
Sorto nel XVI secolo, Palazzo Foscari Contarini ha subito numerosi rimaneggiamenti nei secoli successivi; è stato vittima di un lungo degrado durante il XX secolo, finché nel 1951 è stato acquistato dall'INAIL, che ha integralmente restaurato il complesso durante la seconda metà del secolo.

## Descrizione
Palazzo Foscari Contarini è un complesso con pianta a U, con due facciate sul Canal Grande, tra le quali un muro di cinta fa da limite al cortile interno.
Lo stile rinascimentale dell'edificio è evidenziato soprattutto, per quanto riguarda la facciata di destra, dalle arcate del loggiato al primo piano nobile, che vanno a formare una grande pentafora balaustrata; la parte sinistra, invece, più disadorna verso il canale, dove si aprono tre monofore in cornice lapidea con balaustra, presenta una serie di arcate a tutto sesto sul prospetto che dà sul cortile, secondo il motivo caratterizzante l'ala destra.